# Théodore-Augustin Forcade

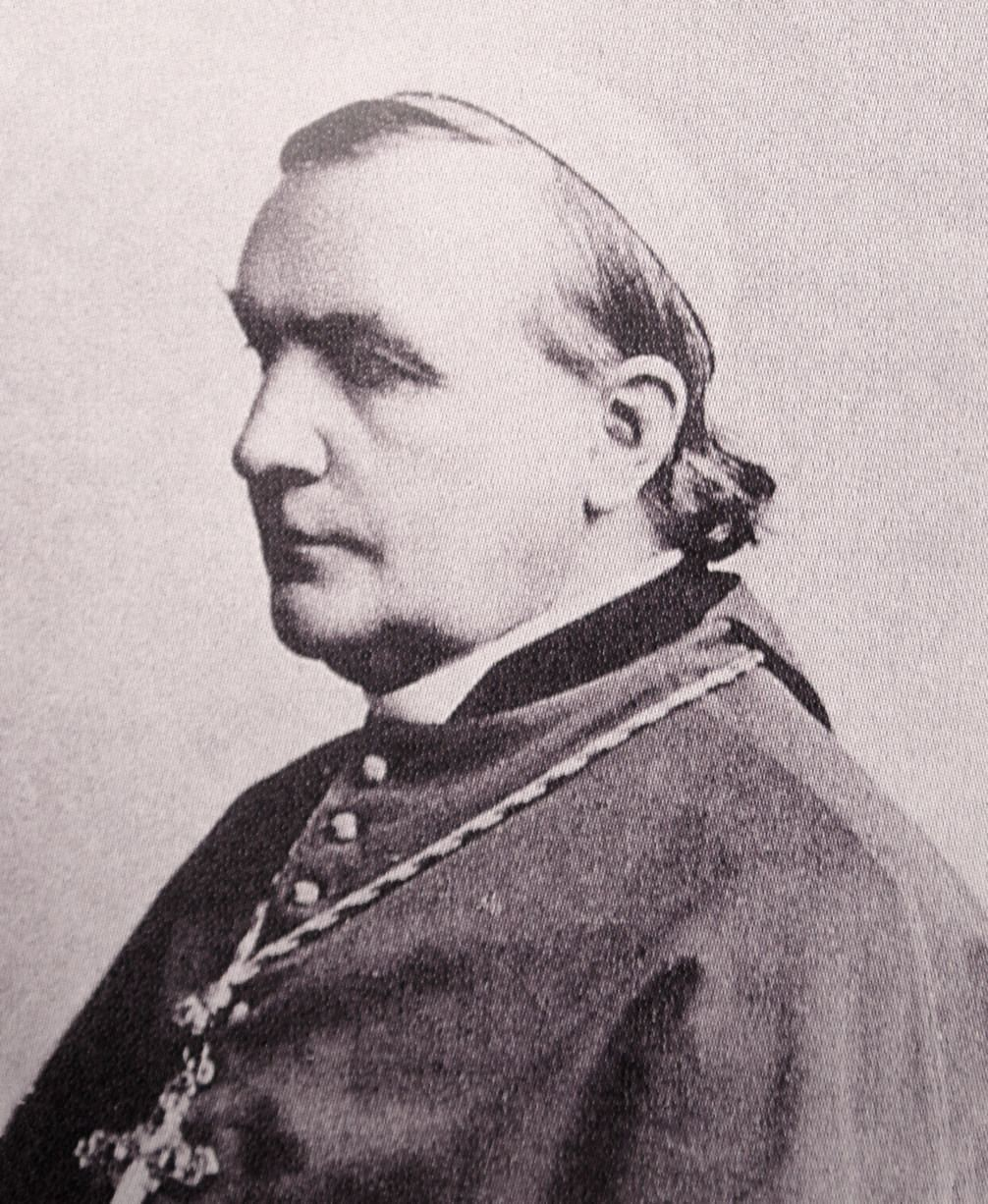

Théodore-Augustin Forcade MEP (* 2. März 1816 in Versailles, Frankreich; † 12. September 1885 in Aix-en-Provence, Frankreich) war ein französischer Geistlicher.

## Leben
Forcard war der Sohn von August-Louis Forcade und Augustine Joséphine Alexandrine Giroust.

Wappen als Bischof von Nevers

Forcade wurde am 16. März 1839 zum Priester für die Pariser Mission geweiht. Im Dezember 1842 schiffte er in den Fernen Osten ein. 1844 wurde er auf dei Ryūkyū-Inseln entsandt.
Am 27. März 1846 ernannte Papst Gregor XVI. ihn zum Apostolischen Vikar von Japan und Titularbischof von Samos. Am 21. Februar 1847 weihte Giovanni Domenico Rizzolati, Apostolischer Vikar von Houkouang, ihn in Hongkong zum Bischof. Zwischen 5. Oktober 1847 bis 24. August 1850 war er zusätzlich Apostolischer Pro-Präfekt von Hongkong. Im Januar 1852 wurde er von seinem Amt als Apostolischer Vikar von Japan entpflichtet. Er selbst war nie in Tokio.
Am 8. April 1852 wurde er zum Bischof von Guadeloupe et Basse Terre erwählt. Am 12. September 1853 bestätigte Papst Pius IX. die Ernennung. Am 11. August 1859 wurde er Ritter der Ehrenlegion. Dieses Amt hat er bis 11. Dezember 1860 inne. Im Dezember wurde er als Bischof von Nevers erwählt und am 18. März 1861 vom Papst bestätigt. 1866 wurde er Offizier der Ehrenlegion. Am 29. März 1873 wurde er zum Erzbischof von Aix-en-Provence erwählt und am 25. Juli 1873 bestätigt. Die Amtseinführung fand am 18. September 1873 statt.
Er nahm am Ersten Vatikanischen Konzil teil.
In seiner Zeit als Bischof von Nevers traf er mehrmals auf Bernadette Soubirous. Er stellte sie von der Zahlung einer Mitgift frei und ermöglichte ihr somit den Eintritt ins Kloster der Schwestern von Nevers.
Er starb in Aix-en-Provence an der Cholera.